# بينتريمولي
بينتريمولي، (بالإنجليزية: Pontremoli)‏، (الإيطالية:ponˈtrɛːmoli)، (اللاتينية: Apua)، هي مدينة صغيرة و(بلدية) وأسقفية كاثوليكية سابقة، في مقاطعة ماسا كرارا، منطقة توسكانا، وسط إيطاليا.

## السكان
في سنة 1861 بلغ عدد السكان 12٬716 نسمة، وتطور العدد ليصل في سنة 2011 لـ 7٬633 نسمة.
يظهر هذا المخطط البياني تطور النمو السكاني لـ بينتريمولي

## توأمة
لبينتريمولي اتفاقيات توأمة مع:
- ترينتشياسكي تيبليسي

## أعلام
- أوغو كولومبو
- بيترو موري
- إنريكو ألبرتوزي